# Lliga algeriana de futbol
La Lliga algeriana de futbol (també coneguda com a Championnat d'Algérie de football, o en llengua cabilenca Di campiona n lezzayer) és la màxima competició futbolística a Algèria. La competició és organitzada per la Fédération Algérienne de Football.

## Història
La competició es creà el 1962, quan Algèria esdevingué independent. Fins al 1950 només es disputaren campionats regionals a Alger, Constantina i Orà. Alguns campionats nacionals havien estat disputats de forma esporàdica, el primer el 1904. De fet, entre 1920 i 1956, els campions dels campionats regionals disputaven el Campionat del Nord d'Àfrica, juntament amb el campions del Marroc i Tunísia. Entre 1957 i 1962, Marroc i Tunísia ja eren independents i el Campionat del Nord d'Àfrica continuà disputant-se només amb clubs algerians, pel que també fou anomenat Campionat Algerià.

## Historial

### Abans de la independència
Font:
- 1904: SC Oran
- 1905: SC Oran
- 1906-07: no es disputà
- 1908-12: desconegut
- 1913: Gallia Sports Alger

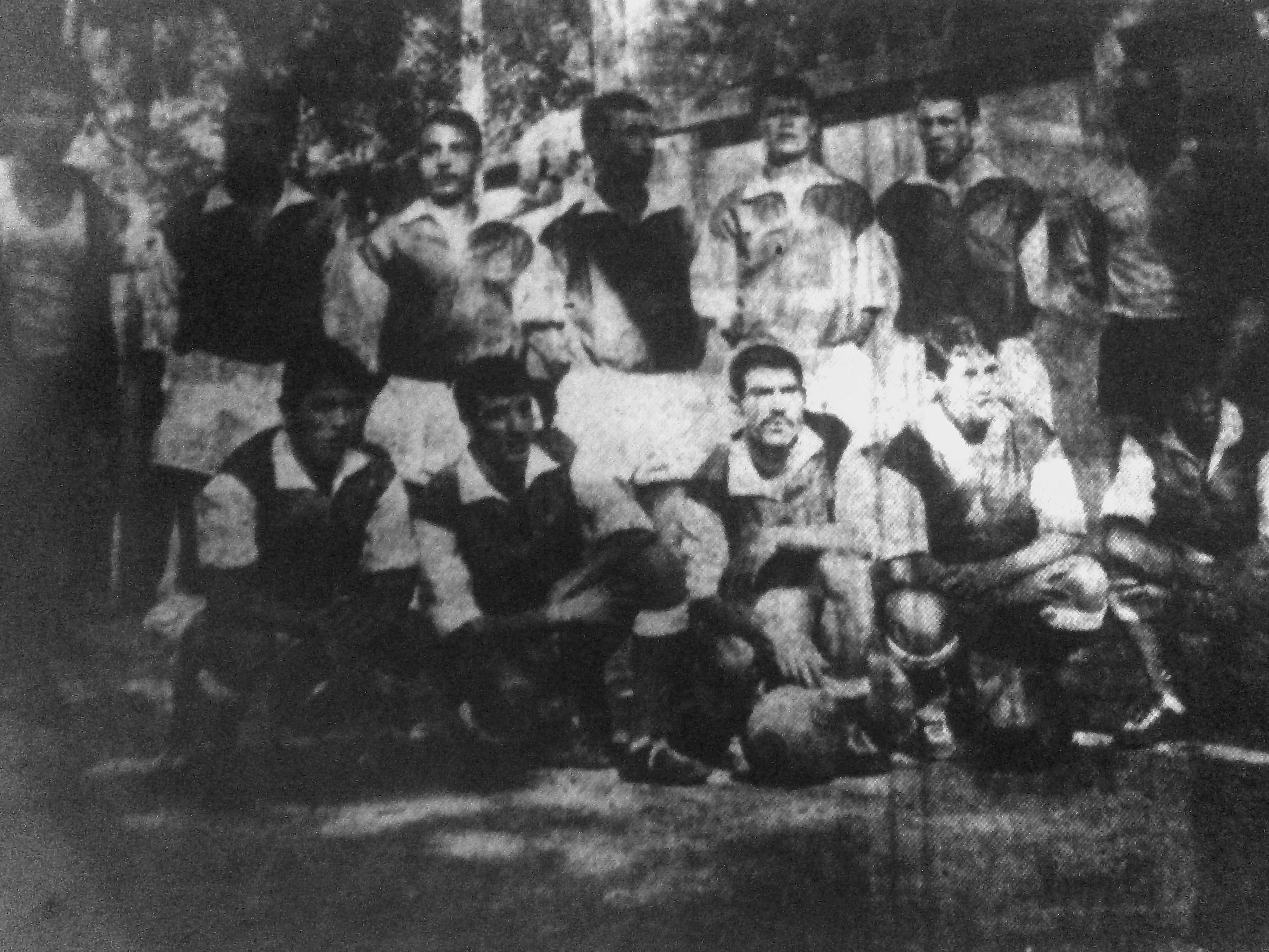
Equip USM Annaba (avui Hamra Annaba), campió el 1963–64.

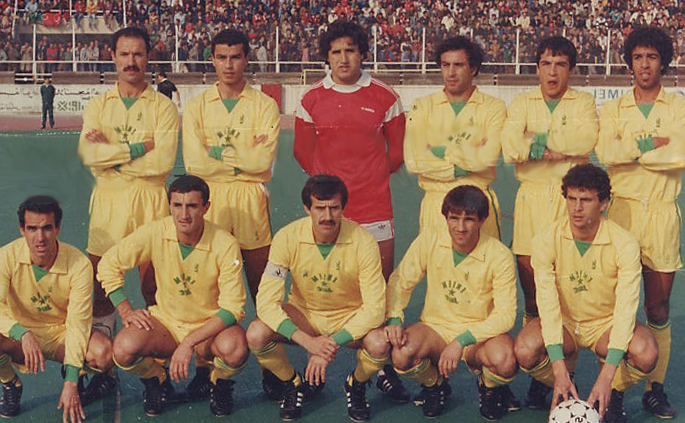
Jeunesse Électronique de Tizi-Ouzou, el famós Jumbo JET, la temporada 1985-86.

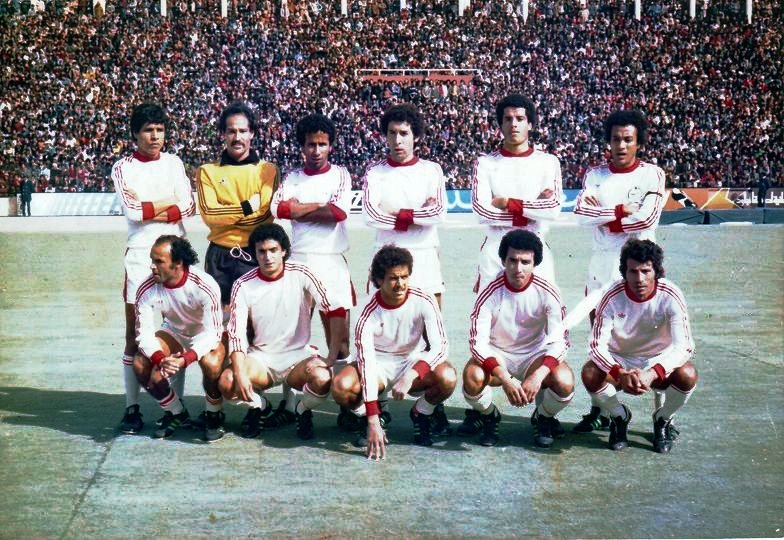
MC Oran la temporada 1978–79.

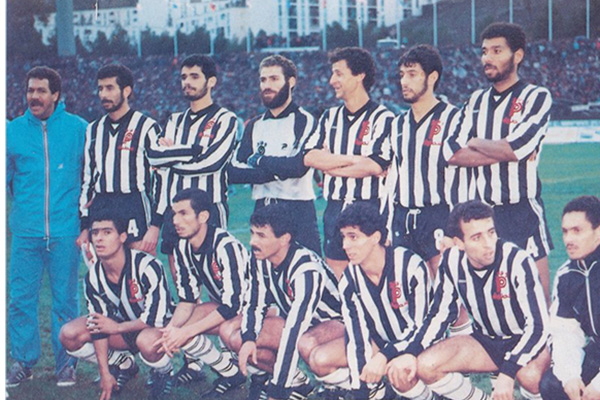
ES Sétif la temporada 1986–87.

- Entre 1916 i 1959 es diputaren campionats regionals:
  - Lliga d'Alger de futbol
  - Lliga de Constantina de futbol
  - Lliga d'Orà de futbol
- 1956-57: no es disputà
- 1957-58: Gallia Sports Alger
- 1958-59: Olympique Hussein Dey
- 1959-60: SC Bel-Abbès
- 1960-61: AS Saint-Eugènoise (Alger)
- 1961-62: abandonat quan Gallia Sports era líder

### Després de la independència
Font:
- 1962-63:  USM Alger (1)
- 1963-64:  USM Annaba (1)
- 1964-65:  CR Belcourt (1)
- 1965-66:  CR Belcourt (2)
- 1966-67:  NA Hussein Dey (1)
- 1967-68:  EP Sétif (1)
- 1968-69:  CR Belcourt (3)
- 1969-70:  CR Belcourt (4)
- 1970-71:  MC Oran (1)
- 1971-72:  MC Alger (1)
- 1972-73:  JS Kabylie (1)
- 1973-74:  JS Kabylie (2)
- 1974-75:  MC Alger (2)
- 1975-76:  MC Alger (3)
- 1976-77:  JS Kawkabi (3)
- 1977-78:  MP Alger (4)
- 1978-79:  MP Alger (5)
- 1979-80:  JE Tizi Ouzou (4)
- 1980-81:  RS Kouba (1)
- 1981-82:  JE Tizi Ouzou (5)
- 1982-83:  JE Tizi Ouzou (6)
- 1983-84:  GCR Mascara (1)
- 1984-85:  JE Tizi Ouzou (7)
- 1985-86:  JE Tizi Ouzou (8)
- 1986-87:  EP Sétif (2)
- 1987-88:  MP Oran (2)
- 1988-89:  JE Tizi Ouzou (9)
- 1989-90:  JE Tizi Ouzou (10)
- 1990-91:  MO Constantine (1)
- 1991-92:  MC Oran (3)
- 1992-93:  MC Oran (4)
- 1993-94:  US Chaouia (1)
- 1994-95:  JS Kabylie (11)
- 1995-96:  USM Alger (2)
- 1996-97:  CS Constantine (1)
- 1997-98:  USM El Harrach (1)
- 1998-99:  MC Alger (6)
- 1999-00:  CR Belouizdad (5)
- 2000-01:  CR Belouizdad (6)
- 2001-02:  USM Alger (3)
- 2002-03:  USM Alger (4)
- 2003-04:  JS Kabylie (12)
- 2004-05:  USM Alger (5)
- 2005-06:  JS Kabylie (13)
- 2006-07:  ES Sétif (3)
- 2007-08:  JS Kabylie (14)
- 2008-09:  ES Sétif (4)
- 2009-10:  MC Alger (7)
- 2010-11:  ASO Chlef (1)
- 2011-12:  ES Sétif (5)
- 2012-13:  ES Sétif (6)
- 2013-14:  USM Alger (6)
- 2014-15:  ES Sétif (7)
- 2015-16:  USM Alger (7)
- 2016-17:  ES Sétif (8)
- 2017-18:  CS Constantine (2)
- 2018-19:  USM Alger (8)
- 2019-20:  CR Belouizdad (7)[a]
- 2020-21:  CR Belouizdad (8)
- 2021-22:  CR Belouizdad (9)
- 2022-23:  CR Belouizdad (10)
- 2023-24:  MC Alger (8)